# Schizomus chaibassicus
Schizomus chaibassicus är en spindeldjursart som beskrevs av Bastawade 2002. Schizomus chaibassicus ingår i släktet Schizomus och familjen Hubbardiidae. Inga underarter finns listade i Catalogue of Life.